# Палац Республіки (Мінськ)
Палац Республіки (біл. Палац Рэспублікі, рос. Дворец Республики) — масштабний палац урочистих подій та культурних заходів державного значення у столиці Білорусі місті Мінську.
Заклад перебуває у віданні Управління справами Президента Республіки Білорусь.

## Загальні дані
Державна установа «Палац Республіки» міститься у мінському середмісті за адресою:
пл. Жовтнева, буд. 1, м. Мінськ—220030 (Республіка Білорусь).
До складу Палацу Республіки входять:
- велика глядацька зала на 2 700 місць;
- мала глядацька зала (амфітеатр) на 500 місць;
- конференц-зали на 200 та 100 місць;
- прес-центр;
- урядовий комплекс з конференц-залою на 30 місць.

Директором Палацу Республіки є Волков Петро Андрійович.

## З історії установи
Ідея будівництва подібного масштабного культурного осередку в Мінську виникла на початку 1980-х років. Відтак, 1985 року було започатковано будівництво, однак розпад СРСР та погіршення економічної ситуації призвели до фактичного замороження будівельних робіт у 1990-х роках, та вже наприкінці цього десятиліття роботи відновились. 
Урочисте відкриття Палацу Республіки відбулося 31 грудня 2001 року (напередодні Нового року).
17 липня 2009 року Палацу Республіки вручено сертифікат відповідності на систему менеджменту якості, що відповідає вимогам держстандарту СТБ ISO 9001-2009, і є гармонізованим з вимогами міжнародних стандартів серії 9000.

## Виноски
1. ↑  Контакти [Архівовано 25 березня 2009 у Wayback Machine.] на Офіційна вебсторінка Палацу Республіку (Мінськ) [Архівовано 29 вересня 2010 у Wayback Machine.]